# Anictops
Anictops — це вимерлий рід Anagalida, який жив у період раннього та пізнього палеоцену. Типовим видом є A.tabiepedis, скам’янілості якого добре збереглися в Палеозоологічному музеї Китаю.